# العربدي (لحج)
العربدي هي إحدى قرى الجمهورية اليمنية. وهي تتبع جغرافيًا لمحافظة لحج. وإداريًا لمديرية طور الباحة. يبلغ تعداد سكانها 1180 نسمة حسب الإحصاء الذي جرى عام 2004.